# Fammi entrare (Marina Rei)
Fammi entrare è un singolo della cantante italiana Marina Rei, pubblicato nel 2005 ed estratto dall'album Colpisci.

## Il brano
Il brano è stato presentato dall'artista in gara durante il Festival di Sanremo 2005.
Esso è stato scritto dalla stessa Rei insieme a Daniele e Riccardo Sinigallia, il quale l'ha accompagnata nella serata dei duetti.

## Classifiche
| Classifica (2005) | Posizione massima |
| ----------------- | ----------------- |
| Italia            | 41                |